# 長野県上田高等学校

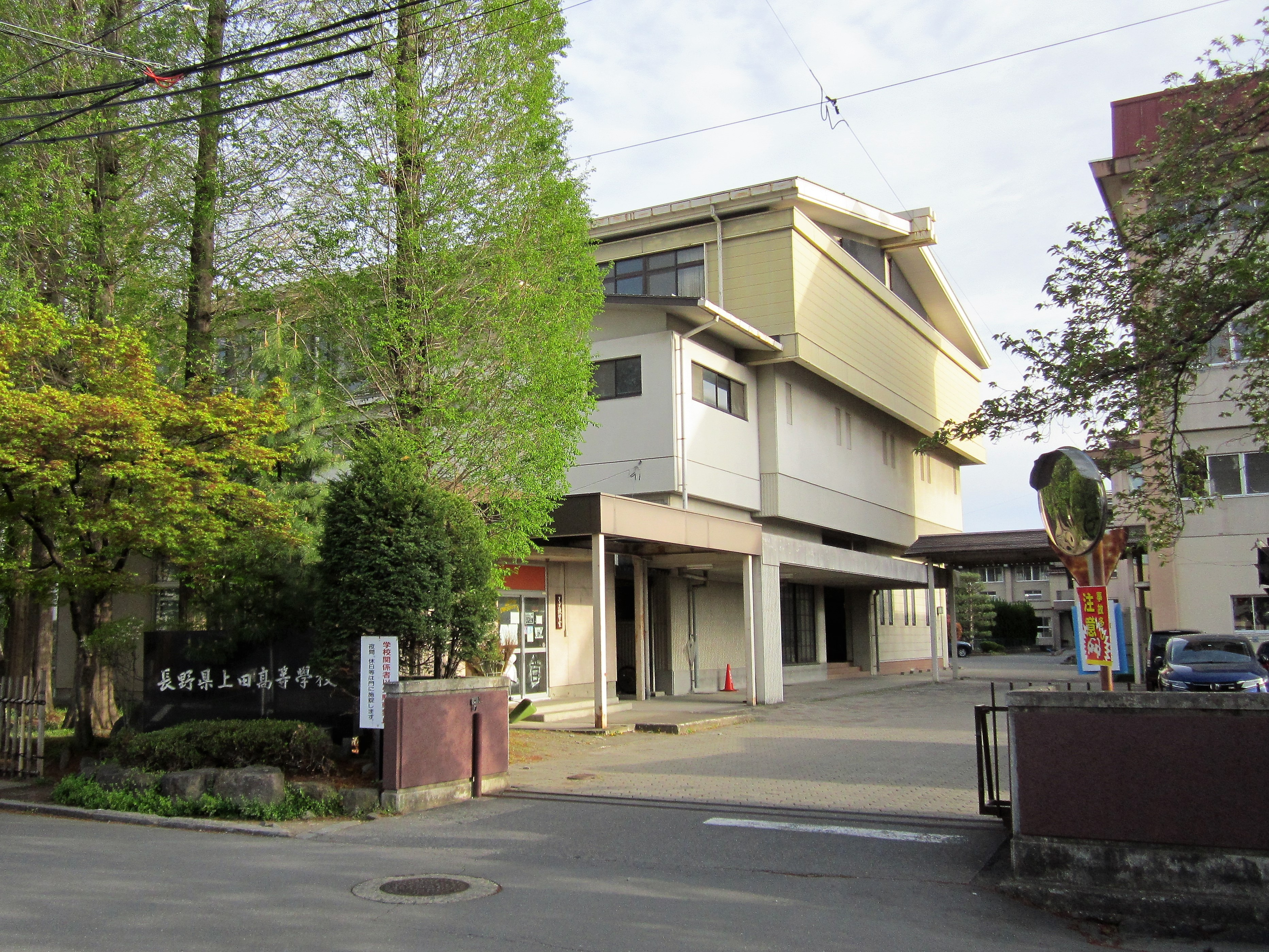
校舎

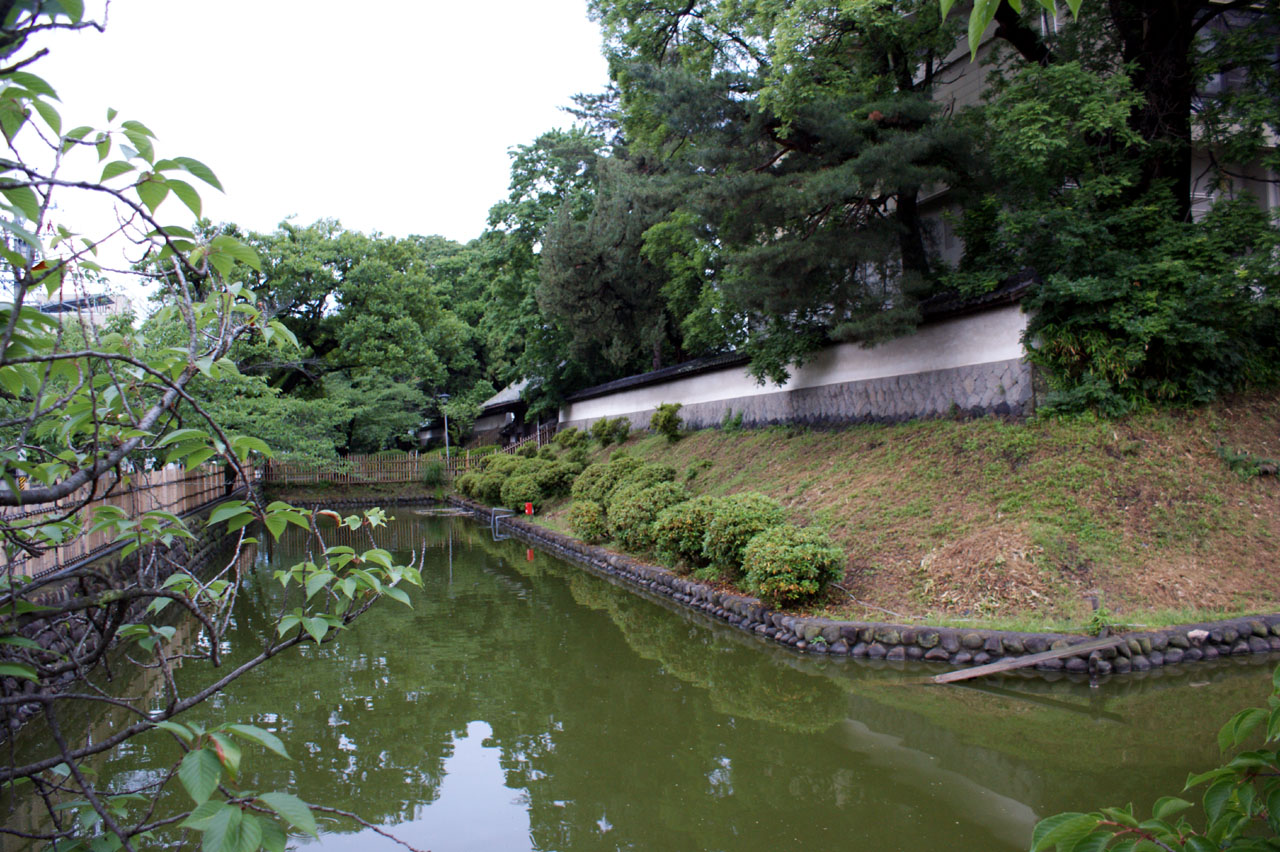
上田城主屋敷跡（現上田高）周りの堀

長野県上田高等学校（ながのけんうえだこうとうがっこう）は、長野県上田市大手に所在する公立高校。

## 概要
校舎は上田藩の藩主館跡に建てられており、校門は上田藩主居館表御門を継承している。周囲には堀も残されている。門、塀、堀はともに上田市の文化財に指定されている。
学内及び学区内の高等学校では部活動を「～部」ではなく「～班」と呼称する。そのため、部活ではなく班活と言う。学祭は、前身の上田松尾高等学校にちなんで「松尾祭」と言う。
2004年より、公立高等学校の通学区制度が変更され、東信地区は第5から第2通学区へと変更になった。前期選抜は2011年度より実施していない。
また2018年現在、スーパーグローバルハイスクール (SGH) 指定校となっている。生徒らは学校理念の「至剛の誇り」とかけて、「SGHを忘れるな」を合言葉としている。
敷地内には『向』と題したブロンズ像が設置されているが、これは同校の48期生が卒業30周年を機に寄贈したものである。48期生が彫刻家であり53期生でもある尾澤正毅に制作を打診したところ、意気に感じた尾澤が母校のためにと無償で請け負ったことから、48期生は鋳造費と据付費の実費のみを支払い、1980年11月22日に除幕された。

## 沿革
- 1875年7月 - 本校の前身である、第16中学区予科学校を設置。
- 1878年6月 - 上田町立上田変則中学校を設置。
- 1882年4月 - 郡立小県中学校を設置。
- 1884年9月 - 長野県立長野中学校上田支校を設置。
- 1893年4月 - 長野県尋常中学校上田支校を設置。
- 1899年4月 - 長野中学校上田支校となる。
- 1900年4月 - 長野県立上田中学校となる。
- 1901年 - 長野県上田中学校野沢分校を設置（現：長野県野沢北高等学校）。
- 1904年4月1日 - 野沢分校が、長野県立野沢中学校として独立。
- 1920年 - 長野県令38号により、長野県上田中学校に改称。
- 1947年4月1日 - 学制改革第1段階（6・3制）実施により長野県上田中等学校併設中学校が設置される。
- 1948年4月1日 - 学制改革第2段階（6・3・3・4制）実施により長野県上田松尾高等学校となる。定時制を設置。
- 1950年3月31日 - 長野県上田中等学校併設中学校廃止。高等学校のみとなる。
- 1950年10月 - 創立50周年記念式典。
- 1957年8月 - 野球班が甲子園に出場（2回戦:平安3-1、準々決勝:広島商0-5）。
- 1958年4月1日 - 長野県上田高等学校に改称。
- 1980年 - 『向』除幕式[3]。
- 1987年8月 - 野球班が甲子園に出場（2回戦:習志野2-5）。
- 1989年1月 - サッカー班が全国大会に出場（1回戦:加治木工1-2）。
- 1999年 - 石川県立七尾高等学校と姉妹校提携[4]。
- 2000年 - 創立百周年。11月には、同校出身者である永六輔による講演会が開催された。
- 2003年4月 - 文部科学省より学力向上フロンティアハイスクールの指定（3年間）を受ける。
- 2007年4月 - 未履修問題解決のための土曜授業（隔週）の開始。
- 2013年4月 - 日課55分授業開始。
- 2014年3月 - 文部科学省よりスーパーグローバルハイスクール（SGH）アソシエイト校の指定を受ける[5]。
- 2015年3月 - 文部科学省よりスーパーグローバルハイスクール（SGH）校の指定を受ける[6]。
- 2016年5月 - 台湾の国立苗栗高級中学（中国語版）と姉妹校提携[7]。

## 校歌
- 校歌・応援歌 - ウェイバックマシン（2023年4月26日アーカイブ分）（作詞：長野県立上田中学校国漢科 作曲：岡野貞一）

## 著名な出身者

### 政治・行政
- 小山一平 - 元参議院副議長（旧制中学校卒）
- 土屋三千夫 - 長野県軽井沢町長
- 土屋陽一 - 上田市長
- 母袋創一 - 元上田市長
- 竜野周一郎 - 元衆議院議員、実業家（旧制中学校卒）
- 岡部次郎 - 元衆議院議員（旧制中学校卒）
- 佐藤一雄[8] - 元水産庁長官
- 柳沢香枝 - 駐マラウイ大使、元国際協力機構理事（女性初）
- 山浦善樹[9] - 最高裁判所裁判官
- 金井章次 - 蒙古聯合自治政府最高顧問、慶大医学部教授、国際連盟事務局保健部軍人（旧制中学校卒）

### 学術
- 山極勝三郎 - 病理学者、元東京大学教授
- 小林直樹 - 憲法学者、元東大教授（旧制中学校卒)
- 柴田寿子 - 政治学者、元東大教授
- 森泉章 - 法学者（旧制中学校卒）
- 樫山欽四郎 - 哲学者（旧制中学校卒）
- 市村今朝蔵 - 政治学者（旧制中学校卒）
- 宮坂昌之 - 医学者、大阪大学免疫学フロンティア研究センター招へい教授

### 経済
- 五島慶太 - 実業家（旧制中学校卒）
- 宮原清 - 実業家（旧制中学校卒）
- 小川栄一 - 実業家（旧制中学校卒）
- 栗田裕夫 - 実業家、陸将（旧制中学校卒）

### 文化・芸能
- 永六輔 - 作家（旧制中学校入学後、旧制早稲田中学校に転校）
- 江文也 - 作曲家（旧制中学校卒）
- 白土三平 - 漫画家（旧制中学校入学後、転校）
- 小山敬三 - 洋画家（旧制中学校卒）
- 新田潤 - 小説家（旧制中学校卒）
- 桜井堅一朗 - アナウンサー
- 凰陽さや華 - 宝塚歌劇団女優

### スポーツ
- 丸山博 - 日本野球機構規則委員・元セントラル・リーグ審判（旧制中学校卒）
- 桜井弥一郎 - 野球選手（旧制中学校卒）
- 倉島今朝徳 - 元プロ野球選手、東京ヤクルトスワローズ球団専務

## 姉妹提携校
- 石川県立七尾高等学校
- 国立苗栗高級中学（中国語版）（台湾 / 苗栗県苗栗市）

## 最寄駅
- しなの鉄道：しなの鉄道線上田駅
- 上田電鉄：別所線上田駅
- 東日本旅客鉄道：北陸新幹線上田駅

## 登場作品
- サマーウォーズ - 甲子園を目指す陣内了平が在籍しているという設定。